# Herb Miłakowa
Herb Miłakowa – jeden z symboli miasta Miłakowo i gminy Miłakowo w postaci herbu. Motyw herbowy został zaczerpnięty z opisu pieczęci miejskiej z XIV wieku.

## Wygląd i symbolika
Herb przedstawia na srebrnym polu jelenia czerwonego ze złotym porożem, na murawie zielonej, zwróconego w heraldycznie prawą stronę.
Kolory w herbie symbolizują: czerwień – wspaniałomyślność, hart ducha; zieleń – miłość, radość, obfitość; złoto-żółty – wiarę, stałość, mądrość, chwałę.